# Sidewalk Toronto
Sidewalk Toronto est un projet de développement urbain proposé par Sidewalk Labs à Toronto, au Canada, puis annulé. Ce projet a été lancé en 2017 par Waterfront Toronto, une corporation réunissant la ville de Toronto, la province de l'Ontario ainsi que le gouvernement canadien, avec la publication d'un appel d'offres pour le développement de la zone Quayside. Sidewalk Labs, une filiale de Google (anciennement sa société mère Alphabet Inc.), remporte le projet en 2017. Un plan directeur a été créé en 2019 à la suite d'une concertation avec plus de 21 000 Torontois et visait à être une réinvention innovante du secteur riverain négligé de l'est du centre-ville de Toronto.
Alphabet a annoncé l'annulation du projet le 7 mai 2020. Sidewalk Toronto avait pour objectif d'utiliser la technologie afin de créer un quartier urbain intelligent pour améliorer la qualité de vie de ses résidents. Cela devait aussi constituer un terrain d'essai pour de futurs projets urbains liés au numérique. Le plan pour ce quartier a suscité des critiques portant notamment sur la confidentialité des données collectées. Alphabet avance quant à lui des préoccupations économiques causées par la pandémie de Covid-19.

## Appel d'offres (2017)
Waterfront Toronto, une organisation publique, détient les droits pour développer la partie Est du front de mer de Toronto. En mars 2017, elle lance un appel d'offres pour trouver un « partenaire d'innovation et de financement » qui l'assisterait dans l'organisation et la planification du projet de 4,9 hectares dans la zone Quayside. Ce développement a été envisagé comme un projet pilote pour la planification urbaine future de Toronto en tant que ville de classe mondiale. L'appel d'offres fixait les objectifs suivants : atteindre le niveau de durabilité C40 Climate Positive, tester des matériaux de construction propres, fournir 500 à 800 logements locatifs abordables, établir une communauté complète avec des espaces publics ouverts et des liens solides avec les quartiers adjacents, développer des infrastructures d'information pour faciliter la prise de décision et attirer des entreprises innovantes et des talents, et garantir des partenariats en matière de financement et d'investissement. Le « partenaire d'innovation et de financement » devait investir à partir de la recherche et de la planification de pré-développement à court terme, et pourrait se voir offrir la possibilité de continuer à travailler avec Waterfront Toronto au cours des phases de travail ultérieures, en contribuant au financement de l'infrastructure et d'autres projets pilotes.
Sidewalk Labs a remporté l'appel d'offres en octobre 2017 et a officiellement lancé Sidewalk Toronto. Selon leur communiqué de presse, leur plan consistait à « concevoir un nouveau type de communauté complète à usage mixte » et à appliquer les nouvelles technologies numériques pour « créer des quartiers centrés sur les personnes ». Sidewalk Labs s'est engagé à verser 50 millions de dollars américains pour collaborer avec Waterfront Toronto à l'élaboration d'un plan pour le quartier de Quayside et tester des projets pilotes susceptibles d'être utilisés à Toronto ou ailleurs. Ils ont commencé à travailler sur un plan directeur d'innovation et de développement (Master Innovation and Development Plan) qui servira de base au développement de Quayside.
L'offre de Sidewalk Labs proposait des caractéristiques telles que des routes optimisées pour les véhicules à conduite autonome, la création d'un banc d'essai pour développer de futures idées de planification urbaine, et une intégration du numérique dans le système urbain. Telle qu'elle est envisagée, cette couche numérique rendrait l'infrastructure physique — bâtiments, infrastructure de transport, infrastructure de services publics et domaine public — plus adaptable et plus efficace. Elle gérerait un référentiel de données et fournirait une interface de programmation d'applications pour les développeurs tiers. Au fur et à mesure que le travail de planification progressait, la relocalisation du siège canadien de Google à Quayside a été envisagée.

## Plan de développement
Dans l'accord entre Waterfront Toronto et Sidewalk Labs, onze « piliers » ont été établis pour développer le plan :
- Mobilité : un environnement de mobilité mixte où la circulation automobile peut être mélangée avec le vélo et la marche
- Domaine public : stimuler l'activité publique pour offrir des espaces publics plus utilisables et plus agréables
- Bâtiments : créer des modules de construction adaptables et flexibles
- Services communautaires et municipaux : connecter les gens grâce aux technologies numériques qui leur permettent de mieux communiquer et de responsabiliser la communauté
- Durabilité : créer des communautés qui cherchent à réduire leurs émissions de gaz à effet de serre.
- Plate-forme numérique : création d'une couche numérique qui peut être intégrée à la couche physique dès le départ.
- Confidentialité et gouvernance des données : créer un modèle robuste de gouvernance par la donnée et considérer la confidentialité comme une préoccupation majeure.
- Pilotes/premières actions : mise en place de projets pilotes de recherche et développement et utilisation de la technologie pour recueillir une vision à long terme de Waterfront Toronto et de Sidewalk Labs.
- Logements abordables : création d'un parc de logements abordables dans le but de garantir la mixité sociale.
- Institut de développement économique et d'innovation urbaine : création d'un institut d'innovation urbaine pour favoriser la création d'emplois et le développement économique du quartier.
- Développement et planification : création d'une initiative « pilier » pour favoriser une planification intégrée dans le processus de développement.

Un plan d'engagement public a sollicité les commentaires des Torontois par le biais d'une démarche de concertation. Elle comprenais une série de conférences publiques et de tables rondes, ainsi que des consultations en ligne.

## Soumission de l'appel d'offres
L'appel d'offres de Sidewalk Labs prévoyait une planification urbaine en cinq couches. Il s'agit des couches physiques de l'infrastructure des services publics, de l'infrastructure des transports, du domaine public et des bâtiments, ainsi que d'une couche numérique qui permet aux couches physiques d'être plus efficaces et adaptables. Selon la proposition :
- Les canaux de service sous les espaces publics abriteraient des conduits pour les fils électriques, les déchets et l'eau, et permettraient l'accès pour l'entretien sans perturber les routes ou les espaces publics. Le système de gestion des déchets utiliserait des robots autonomes de collecte des déchets et un système de comptage à la carte pour inciter à réduire la consommation.
- Les bâtiments utiliseraient un système de zonage basé sur un système de capteurs embarqués assurant une surveillance en temps réel et une régulation automatisée. Cela permettrait de modifier dynamiquement le code de zonage en fonction de critères tels que le niveau sonore maximal ou la qualité de l'air.
- L'infrastructure de transport est prévue autour de routes s'adaptant aux usages Une navette électrique autonome devrait rendre les rues plus sûres et adaptées aux piétons.
- Il a été proposé au domaine public d'utiliser un « système robuste de surveillance des actifs » pour suivre les modèles d'utilisation et modifier l'affectation des espaces à la demande, comme le changement temporaire des voies cyclables en une voie piétonne.

## Gestion des données civiques par un tiers
Selon Sidewalk, l'intégration forte de la couche numérique démontre son aspiration à créer une ville « à partir d'Internet ». Cependant, comme la société mère de Sidewalk Labs appartient à Alphabet Inc, une entreprise technologique géante, et qu'elle réalise des bénéfices grâce à la publicité liée au trafic Internet, de nombreuses critiques ont été émises concernant un possible contrôle orwellien des données personnelles. En raison des critiques constantes concernant la vie privée des résidents et la marchandisation de la collecte de données, Sidewalk Labs a modifié l'orientation de la construction de la couche numérique, en introduisant le concept gestion des données civiques (civic data trust).
Dans un communiqué de presse d'octobre 2018, Sidewalk Labs a renoncé au droit de propriété sur les informations générées par Quayside. Le communiqué soutenait que les « données urbaines » — les données communautaires dépourvues d'informations personnelles — devraient être considérées comme un bien public et être librement accessibles. Ils proposent que les données soient détenues et gérées par un fonds de données civiques indépendant, qui gèrerait les données collectées dans les couches physiques du développement planifié, et approuverait et contrôlerait leur collecte et leur diffusion. Cette organisation serait guidée par une charte garantissant que les données soient collectées et utilisées d'une manière bénéfique pour la communauté, protégeant la vie privée et stimulant l'innovation et l'investissement. Si une entreprise souhaite collecter ou utiliser les données à des fins plus exclusives ou commerciales, ou si elle a besoin d'informations personnellement identifiables, l'approbation du fonds devrait être requise.

## Gouvernance des données
En novembre 2019, Sidewalk Labs a publié une annexe sur l'innovation numérique pour fournir des exemples concrets et étoffer les plans de gouvernance des données pour le projet, y compris les directives d'« intelligence artificielle responsable » et la minimisation et l'anonymisation des données recueillies par défaut. Ils ont également intégré des commentaires donnant à Waterfront Toronto le leadership en matière de gouvernance des données, plutôt qu'un Urban Data Trust indépendant. En février 2020, Waterfront Toronto a approuvé 144 des 160 propositions de Sidewalk Labs, affirmant que les 16 autres pourraient être abandonnées, modifiées ou remplacées. Le comité consultatif de Waterfront Toronto a déclaré qu'il était prématuré de fournir des conseils et avait encore des questions sur la faisabilité de certaines innovations proposées dans le cadre du projet. Ils voulaient plus de clarté sur les avantages qui pourraient justifier la collecte et l'utilisation proposées des données,. Ils ont aussi demandé un contexte supplémentaire pour les allégations antérieures de Sidewalk Toronto concernant la sécurité des données.
Une décision finale sur la possibilité de poursuivre le projet a été repoussée de mars 2020 au 25 juin de la même année.

## Critiques
Selon Bianca Wylie, avocate se réclamant du gouvernement ouvert, le problème fondamental de ce projet est le modèle de ville intelligente lui-même. Elle soutient que le modèle a été développé car « les entreprises cherchent à exercer une influence sur les espaces urbains et la gouvernance démocratique. » Elle affirme que non seulement Sidewalk Labs, mais surtout les élus et les politiciens de Toronto considéraient le plan comme un moyen de stimuler l'économie et de faire de la ville un leader mondial soutenu par une entreprise technologique de premier plan. De plus, elle soutient que ces types de projets, en particulier les projets liés à la gouvernance numérique, ont été considérés comme des revenus financiers stables pour les entreprises impliquées. En intégrant un produit technique dans un système de gouvernance, il serait extrêmement difficile de se retirer du système, rendant ainsi ce marché très attractif.
Il y a également eu diverses critiques concernant le projet de tiers gestionnaire des données. S'opposant à l'argument selon lequel les données anonymisées peuvent être accessibles au public en toute sécurité, une étude publiée dans Science a révélé que des données peuvent perdre leur anonymisation lorsque associées à d'autres jeux de données. Même si les données restent anonymisées, la question de la propriété des données demeure ; seule l'entité gestionnaire a été modifiée. Si une entreprise avait accès à ces données publiques, seule l'entreprise en tirerait des revenus. Les producteurs des données sont extérieurs à ces considérations.
En novembre 2019, en réponse aux commentaires, la proposition de gestion des données par un tiers indépendant (Urban Data Trust) a été révisée pour être donnée à Waterfront Toronto.